# Приборкання норовливого

Адріано Челентано (Еліа) і Орнелла Муті (Ліза) під час сцени на фермі, кадр з фільму

«Прибо́ркання норови́стого» (італ. «Il Bisbetico Domato») — італійська кінокомедія, що вийшла 20 грудня 1980 року, і яку створив творчий дует Кастеллано і Піполо. У головних ролях — Адріано Челентано та Орнеллою Муті.

## Історія
Фільм є четвертою співпрацею Адріано Челентано з творчим дуетом італійських сценаристів-комедіографів Кастеллано і Піполо (Франко Кастеллано і Джузеппе Мочча), яка почалася з виходу у 1978 році фільму «Дядько Адольф на прізвисько Фюрер», де він зіграв головні ролі. 1981 року з'явилася не менш успішна комедія — «Шалено закоханий», з тим же зірковим дуетом Челентано й Орнелли Муті, що зібрала у прокаті 21 мільярд лір. Сюжет фільму аналогічний відомій американській стрічці «Римські канікули» (1953) Вільяма Вайлера. Челентано зіграв водія автобуса, який закохався в принцесу у виконанні Муті.

## Сюжет
Дія фільму відбувається в італійському селі Ровіньяно (назва вигадана), недалеко від міста Вогера.
Сорокарічний фермер Елія (Адріано Челентано), переконаний холостяк і грубіян, відрізняється принципово неприязним відношенням до панночок. Однак це ніяк не заважає йому щиро любити все живе: Елія спілкується з тваринами, влаштовує полювання на мисливців, дуже нервує, коли телиться одна з його корів.
Одного разу в дощову ніч йому доводиться проти волі поселити у себе вдома молоду красуню Лізу Сільвестрі (Орнелла Муті) — її авто зламалося, коли вона проїздила селищем, де живе Елія. Складний характер фермера дивним чином привертає витончену і розпещену городянку Лізу, яка заінтригована відлюдним господарем будинку, починає боротьбу з комплексами і страхами запеклого буркотуна. Вона навіть вступає в поєдинок зі своєю подругою за володіння Елія. Спочатку Елія ніяк не реагує на неї. Але пройшовши через багато випробувань, Лізі вдається нарешті приборкати Елію. Усе закінчується хепі-ендом — Елія закохується в Лізу і вони одружуються.

## Актори

### Підбір акторів
Економку Елії, Мамі, зіграла американська джазова співачка Едіт Пітерс, яку дублювала італійська акторка Флора Кароселло. Для додаткового забезпечення комедійної складової фільму ролі другого плану зіграли такі актори-коміки як Піпо Сантонастазо (Дон Чіріло) і Джиммі іл Феномено (фермер Мікеле) і Сандро Гіані (заправник). На роль Ренати (подруги Лізи) була запрошена телеведуча та фотомодель Міллі Карлуччі. Похилого офіціанта у ресторані, який обслуговував Елію та Лізу, зіграв Раффаеле Ді Сіпіо, актор, який знімався суто у фільмах Челентано. Ді Сіпіо був відданим шанувальником творчості Челентано, стежив за його виступами з 1961 року. На одному з концертів Челентано помітив його і запропонував йому невелику роль у своєму фільмі «Юппі-Ду» (1975). Після цього Ді Сіпіо став постійним епізодичним актором у фільмах за участю Челентано.

### Перелік акторів
- Адріано Челентано — Елія Кодоньйо
- Орнелла Муті — Ліза Сільвестрі
- Едіт Пітерс — Мамі, економка Елії
- Піпо Сантонастазо — священик Дон Чіріло
- Міллі Карлуччі — Рената, подруга Лізи
- Сандро Гіані — заправник
- Джиммі іл Феномено — фермер Мікеле
- Нікола Де Буоно — Вітторіо
- Марко Колумбро — водій
- Гвідо Спадеа — бухгалтер
- Енцо Де Тома — Ернесто
- Раффаеле Ді Сіпіо — офіціант у ресторані
- Массімо Мірані — журналіст
- Віктор Полетті — одружений силач-товстяк
- Джузеппе Сантабуоно — епізод
- Франческо Аннібаллі — тренер баскетбольної команди
- Мауріціо Фардо — епізод
- Фоско Гаспері — фотограф
- Джанні Франко — епізод
- Лучано Фіно — епізод
- Вінченцо Тріподі — епізод
- Паоло Таркуїні — епізод
- Массімо Бушемі — офіціант
- Ернесто Джунті — Тоніо, фермер, який кидає зерно для ворон
- Франческо Папі — епізод
- Умберто Джарді — епізод
- Луїджі Пелітті — епізод
- Луджі Ува — епізод
- Джанна Колетто — племінниця подруги Мамі
- Елена Марі — епізод

| - Адріано Челентано Елія Кодоньйо - Орнелла Муті Ліза Сільвестрі - Едіт Пітерс Мамі - Піпо Сантонастазо Дон Чіріло - Міллі Карлуччі Рената - Нікола Де Буоно Вітторіо - Сандро Гіані заправник |

## Творці фільму

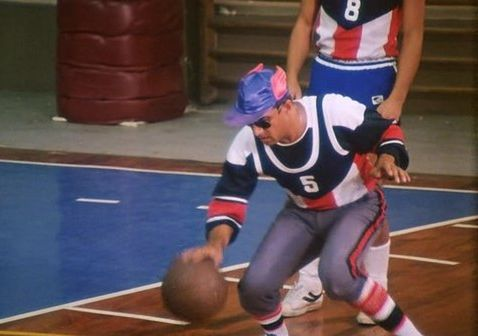
Адріано Челентано грає у баскетбол, кадр з фільму

- Режисер — Франко Кастеллано, Джузеппе Мочча
- Сценарій — Франко Кастеллано, Джузеппе Мочча, Вільям Шекспір
- Продюсер — Маріо Чеккі Горі, Вітторіо Чеккі Горі
- Оператор — Альфіо Контіні
- Композитор — Детто Маріано
- Художник — Бруно Амальфітано, Уейн А. Фінкелман
- Монтаж — Антоніо Січільяно
- Костюми — Вейн Фінкельман
- Звук — Доменіко Пасквадібіскелі
- Грим — Маріо Ді Сальвіо
- Фотограф — Вінченцо Фальсаперла
- Координатор — Лучано Луна
- Директор — Анджелло Дземелла

## Музика
- Гурт «Clown» — «La pigiatura» (Дж. Мауро, Детто Маріано) — співають: Патріція Таппареллі і Маріано Перрелла. Записана на мелодію народної пісні Вест-Індії «Brown Girl in the Ring[en]», яка у виконанні гурту Boney M. у 1978 році стала світовим хітом.
- Гурт «Clown» — «Step on Dynamite» (Логан, Детто Маріано);
- Адріано Челентано — «Innamorata, incavolata a vita» (Тото Кутуньйо, Кастеллано і Піполо, Крістіано Мінеллоно).

## Оцінки
| Ліві лапки | «З усіх них „Приборкання...“, мабуть, найвдаліший. Успіх фільму, ймовірно, обумовлений і тим, що він повторює в пародійному ключі ситуацію шекспірівської комедії. Крім того, в партнерки Адріано отримав наймоднішу актрису — чарівну Орнеллу Муті. Еліа, якого він грає, — власник багатої ферми поблизу Мілана (як і сам Адріано), похмурий: самодур, який прославився в окрузі нестерпним характером. До того ж він — лютий жінконенависник, і живе цей мізантроп в своєму будинку один, якщо не брати до уваги похилу економку-негритянку (персонаж для італійського села незвичайний!). Приборкує норовливого міська дівчина Ліза, заінтригована характером цього деспота. Вона проникає до нього в будинок і, показавши, що теж має твердість духу, не спасувавши ні перед важкою селянською працею, ні перед не менш важким характером Еліа, незабаром завойовує його серце. І все ж ні сюжет, ні особлива пластичність Челентано (згадаємо хоча б епізод, де він тисне виноград, змагаючись з давильною машиною), ні участь зеленоокої Муті не пояснюють сенсаційного успіху цієї в цілому рядової комедії. Справа все-таки в характері центрального персонажа. Челентано і спритні автори сценарію (вони ж режисери) зуміли вловити проблеми, які носяться сьогодні в повітрі, суперечки і дали їм комедійну інтерпретацію. Як не дивно, груба мужність, якщо не сказати хамство, Еліа, який настільки суворо спілкується з міською "фіфою", чимось імпонують частини глядачів і, що, здавалося б, ще більш дивно, глядачок. Мабуть, всім сильно набридли рефлексуючі і фемінізовані чоловіки — і на екрані, і в житті — так само, як і маскулінізовані жінки, які не обізнані силам своїх чар або які не вміють ними користуватися. Настільки ж чуйно у фільмі вловлені і сучасні "екологічні", дискусії — симпатію глядачів викликає заклик до здорового і простого сільського життя, проповідь цілющої фізичної праці. Загалом, спостерігаючи реакцію зали на цю стрічку, розумієш, що є тут над чим задуматися не тільки кінокритикам, але і соціологу» — Георгій Богемський, „Феномен Челентано“, збірник щорічника «Екран» (1986)Оригінальний текст (рос.) «Из всех них „Укрощение...“, пожалуй, самый удачный. Успех фильма, вероятно, обусловлен и тем, что он повторяет в пародийном ключе ситуацию шекспировской комедии. Кроме того, в партнерши Адриано получил самую модную актрису - очаровательную Орнеллу Мути. Элиа, которого он играет, — владелец богатой фермы близ Милана (как и сам Адриано), угрюмый: самодур, прославившийся в округе невыносимым нравом. К тому же он — яростный женоненавистник, и живет этот мизантроп в своем доме один, если не считать пожилой экономки-негритянки (персонаж для итальянской деревни необычный!). Укрощает строптивца городская девушка Лиза, заинтригованная характером этого деспота. Она проникает к нему в дом и, показав, что тоже обладает твердостью духа, не спасовав ни перед тяжелым крестьянским трудом, ни перед не менее тяжелым нравом Элиа, вскоре завоевывает его сердце. И все же ни сюжет, ни особая пластичность Челентано (вспомним хотя бы эпизод, где он давит виноград, состязаясь с давильной машиной), ни участие зеленоглазой Мути не объясняют сенсационного успеха этой в целом рядовой комедии. Дело все-таки в характере центрального персонажа. Челентано и ловкие авторы сценария (они же режиссеры) сумели уловить носящиеся сегодня в воздухе проблемы, споры и дали им комедийную интерпретацию. Как ни странно, грубая мужественность, если не сказать хамство, Элиа, столь сурово обращающегося с городской "фифой", чем-то импонируют части зрителей и, что, казалось бы, еще более странно, зрительниц. Видимо, всем здорово надоели рефлексирующие и феминизированные мужчины - и на экране, и в жизнн — так же, как и маскулинизированные женщины, не сознающие силы своих чар или не умеющие ими пользоваться. Столь же чутко в фильме уловлены и современные "экологические", дискуссии — симпатию зрителей вызывает призыв к здоровой и простой деревенской жизни, проповедь целительного физического труда. В общем, наблюдая реакцию зала на эту ленту, понимаешь, что есть тут над чем задуматься не только кинокритику, но и социологу» | Праві лапки |

| Ліві лапки | «У 70-х-80-х роках Адріано Челентано з задоволенням приймає запрошення найкасовіших комедіографів Італії, колишніх сценаристів (до речі, працювали з Ельдаром Рязановим над „Італійцями в Росії“) Кастеллано і Піполо. Разом вони випустили близько десятка комедій, початок яким було покладено картиною „Мій Адольф, названий фюрером“. "Кіноперу" Кателлано і Піполо належить, зокрема, популярна комедія „Приборкання норовистого“, що стала найбільш прибутковою стрічкою 1980 року. Режисери дали тут власне (дуже далеке від шекспірівського оригіналу) трактування бродячого сюжету. Адріано Челентано поставав у випробуваному вигляді флегматично-грубуватого чоловіка, господаря процвітаючої ферми, закоренілого сорокарічного холостяка. Його-то, хоча і не відразу і приборкує кокетлива гостя (Орнелла Муті)... Не варто шукати в цій простенькій фабулі будь-яких соціальних, сатиричних мотивів, яких було чимало в класичній "комедії по-італійськи" часів П'єтро Джермі. Кастеллано і Піполо пропонують веселе видовище, в міру грубувате, в міру ексцентричне, за участю зірок, що відмінно відчувають комедійну стихію. Челентано демонструє тут свою неповторну міміку і котячу пластику рухів. Йому привільно і легко в умовно-трюковому світі, де мирно сусідять солоне слівце і парадоксальна, вивернута навиворіт життєва ситуація... Змучені довгою дорогою, головні герої бредуть по нічному безлюдному шосе. Водії рідкісних автомобілів не звертають ніякої уваги на їх відчайдушні знаки. "Вони не зупиняються, тому що я не одна", — говорить героїня і просить похмурого фермера сховатися за кущами. Чарівно усміхаючись і навіть привабливо оголивши коліно, молода жінка граціозно махає проїжджавшому "Фіату". Той миттєво зупиняється. Водій вискакує з машини і... не звертаючи ніякої уваги на молоду красуню, прямує до незворушного фермера, — мовляв, чого ж ви сховалися, синьйор, давайте підвезу...» — російський кінокритик Олександр Федоров Оригінальний текст (рос.) «В 70-х-80-х годах Адриано Челентано с удовольствием принимает приглашения самых кассовых комедиографов Италии, бывших сценаристов (кстати, работавших с Эльдаром Рязановым над „Итальянцами в России“) Кастеллано и Пиполо. Вместе они выпустили около десятка комедий, начало которым было положено картиной „Мой Адольф, названный фюрером“. "Киноперу" Кателлано и Пиполо принадлежит, в частности, популярная комедия „Укрощение строптивого“, ставшая наиболее прибыльной лентой 1980 года. Режиссеры дали здесь собственную (весьма далекую от шекспировского оригинала) трактовку бродячего сюжета. Адриано Челентано представал в испытанном облике флегматично-грубоватого мужлана, хозяина процветающей фермы, закоренелого сорокалетнего холостяка. Его-то, хотя и не сразу и укрощает кокетливая гостья (Орнелла Мути)... Не стоит искать в этой простенькой фабуле каких-либо социальных, сатирических мотивов, коих было немало в классической "комедии по-итальянски" времен Пьетро Джерми. Кастеллано и Пиполо предлагают веселое зрелище, в меру грубоватое, в меру эксцентричное, с участием отлично чувствующих комедийную стихию звезд. Челентано демонстрирует здесь свою неподражаемую мимику и кошачью пластику движений. Ему привольно и легко в условно-трюковом мире, где мирно соседствуют соленое словцо и парадоксальная, вывернутая наизнанку житейская ситуация... Измученные долгой дорогой, главные герои бредут по ночному пустынному шоссе. Водители редких автомобилей не обращают никакого внимания на их отчаянные знаки. "Они не останавливаются, потому что я не одна", — говорит героиня и просит мрачного фермера спрятаться за кустами. Обворожительно улыбаясь и даже завлекательно обнажив колено, молодая женщина грациозно машет проезжающему "Фиату". Тот мгновенно останавливается. Водитель выскакивает из машины и.... не обращая никакого внимания на молодую красавицу, устремляется к невозмутимому фермеру, — дескать, чего же вы спрятались, синьор, давайте подвезу...» | Праві лапки |

## Факти
- Творці картини комедіографи Кастеллано і Піполо писали сценарій спеціально для Челентано.[4]
- Ім'я головного героя Елія відповідає імені біблійного пророка Іллі, сенс діянь якого перегукується з багатьма епізодами у фільмі. Так, наприклад, сцена, в якій Елія розмовляє з воронами, відповідає біблійній легенді про те, як пророк нагодував ворон.[5]
- Назва картини перегукується з відомою комедією Вільяма Шекспіра «Приборкання норовливої», у якій норовливу й примхливу героїню картає чоловік.[5]
- На початку фільму герой Челентано одягненний у форму професійної бейсбольної команди «Нью-Йорк Янкіз».
- Фінальна пісня «Innamorata, Incavolata Vita», у виконанні Адріано Челентано, посідала 18 позицію в італійських чартах найкращих синглів протягом 16 тижнів, у 1980 році студія «Clan Celentano» випустила платівку з нею.[6]
- Саундтрек до фільму «La pigiatura», що звучить в середині фільму, є кавер-версією відомої пісні гурту «Boney M.» — «Brown girl in the ring».
- Під час знімання фільму у Орнелли Муті був роман з Адріано Челентано.[7] В інтерв'ю російському телеканалу ТВЦ у 2011 році Муті підтвердила, що у неї був роман з Челентано словами: «У акторів це нормально — любов на час фільму…».[8]
- Одна з найбільш пам'ятних сцен фільму — виробництво вина, під час якого Челентано виконав танець в чані з виноградом. Цей епізод максимально достовірно відображає місцеві традиції виробництва вина, фільм знімали в італійському містечку Вогера, що славиться в Італії і далеко за її межами своїми виноробними традиціями. Виноград у цій місцевості до сих пір збирають вручну, виходячи на роботу у виноградники «всім гуртом». Потім виноград тиснуть на вино ногами, місцеві виноградарі не визнають сучасних винаходів, таким чином технологія виробництва вина залишається незмінною близько тисячі років.[9]

## Місця знімання
Знімання фільму відбувалося в різних містах та місцевостях Ломбардії, зокрема між Комо, Лекко, Міланом та Бріанцою.
- Сцена на автозаправці знята на перехресті автострад поблизу міста Арлуно. Автозаправка існує до сьогодні.
- Сцена гри у баскетбол знята у спортзалі міста Канту. У зніманні сцени брала участь баскетбольна команда цього міста.
- Сцена у ресторані знята у реально існуючому закладі «Ristorante da Pio» на річці Тічино, поблизу міста Сомма-Ломбардо.

## Спортивна складова
Протягом всього фільму присутні відсилання до спорту. На початку персонаж Челентанто грає в теніс. Потім він йде в більярдний клуб, де змагається з місцевими завсідниками в армреслінгу. Після цього Еліа грає в шахи зі своїм псом. Проте, баскетбол займає основне місце в сюжеті картини загалом. Саме баскетбольний матч підводить до кульмінації фільму — де упертий фермер-селюк не дотримується почуттів і публічно зізнається дівчині в любові.
Те, що Челентано є великим шанувальником футболу, який вболіває за міланський «Інтер», послужило лейтмотивом для обрання у вирішальній сцені фільму гри у баскетбол. 1968 року Адріано випустив пісню «Azzurro», яка згодом стала неофіційним гімном футбольної збірної Італії на чемпіонаті світу з футболу 2006 року. Хоча Челентано хотів зобразити гру у футбол, режисери фільму вирішили, що для фінального моменту найкраще підійде баскетбол. На їхню думку, за допомогою цього виду спорту «було легше вразити дівчину». Крім того, баскетбол краще вписувався в загальну «атмосферу абсурду» в кінострічці. Останні сцени тренувань і баскетбольної гри знімалися в спортзалі «Паріні» в місті Канту,
провінція Комо. У ролі суперників, проти яких грає команда рідного села Еліи — «Ровіньяно», знялися тодішні баскетболісти молодіжного складу італійської команди «Канту» (назва цього клубу і присутня в фільмі) на чолі з тренером Джино Кассамасімо.
У листопаді 2015 року мажоритарним власником «Канту» став російський баскетболіст Дмитро Герасименко, за молодіжний склад якого виступав його син. У січні 2016 року він став президентом клубу. За словами Герасименка, прийти у цей клуб його надихнув Челентано: «Як я зацікавився „Канту“? Дякую Адріано Челентано, який грав тут в баскетбол в сцені з фільму „Приборкання норовливого“».

## Автомобілі

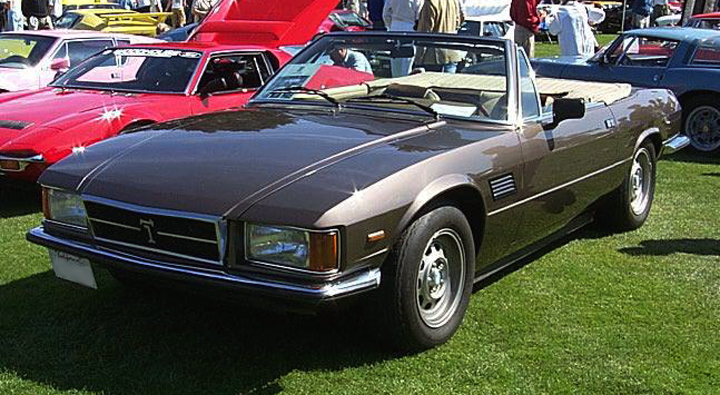
Автомобіль De Tomaso Longchamp Spider

У фільмі героїня Орнелли Муті (Ліза) їздила на італійському автомобілі марки De Tomaso Longchamp (у фільмі була модель «Spider», кабріолет сріблястого кольору). Автомобіль являє собою середньорозмірне чотиримісне двохдверне спортивне купе, яке випускалося компанією De Tomaso в період з 1972 по 1989 рік. Автомобіль отримав трохи кутасту зовнішність з довгим капотом. Це було необхідно для того, щоб розмістити потужний 5.8-літровий двигун V8, потужністю 330 к.с. Як трансмісія пропонувалася 3-ступінчаста АКПП або 5-ступінчаста «механіка».

## Прем'єра
- Італія — 20 грудня 1980
- Португалія — 4 лютого 1982
- Німеччина — 7 вересня 1982
- СРСР — 1983
- Франція — 20 липня 1988

## Італійський прокат
Фільм посів друге місце в італійському кінопрокаті серед найкасовіших фільмів протягом сезону 1980/1981 років, зібравши близько 20 мільярдів лір, що в перерахунку на сьогоднішні ціни становить понад 40 мільйонів євро. Перше місце посів фільм Массімо Троїзі «Я знову починаю з трьох»
На сьогодні він посідає 36-е місце в рейтингу італійських фільмів, що найбільше переглядаються, за всю історію, квитки на нього купили 9 172 368 глядачів.

## Радянський прокат
Прем'єра фільму в СРСР відбулася 1983 року. У картині були вирізані або значно скорочені деякі епізоди — зокрема, початкова сцена, сцена полювання на мисливців, сцена, де телилась корова Елії, бійка в ресторані між Лізою та її подругою, еротична сцена зваблення Елії з Лізою топлес, передостання сцена в будинку Елії після його весілля та інші. Вирізана, але потім повернута як дозволена, була і одна з фінальних сцен, в якій показана тремтяча люстра, коли поверхом вище Елія з Лізою усамітнилися після весілля. Ролі дублювали Рудольф Панков, Ольга Гаспарова, Георгій Віцин, Тамара Сьоміна, Едуард Ізотов й інші.
У Радянському Союзі Челентано розмовляв голосом Рудольфа Панкова. Озвучувати Челентано Панкову було не просто: італійська мова звучить швидше й тембр Челентано неповторний. Епізод, де Орнелла Муті впала зі сходів і Челентано почав сміятися, записували найдовше.
| «І раптом на цьому місці в проєкції щось трапилося, і це місце прослизає, вирізається. Думаю, Боже мій, ми працювали над цим сміхом, заразливим сміхом», — згадував Рудольф Панков.[16] |
Фільм посів 11-е місце за відвідуваністю серед іноземних стрічок в радянському кінопрокаті, у СРСР картину подивилося 56 мільйонів глядачів. Він потрапив до числа найпопулярніших іноземних картин не лише СРСР, але й країн пострадянського простору.

## Реліз на відео
На початку 1980-х років в Італії фільм було випущено на VHS. В СРСР у 1985—1990 роках «Відеопрограма Держкіно СРСР» випустила радянську прокатну версію фільму. У 2000-х роках почала випускатися повна версія фільму на DVD. Фільм став однією з перших італійських кінокартин, випущених у форматі Blu-ray.

## Озвучення українською
Український переклад фільму зробила студія «Цікава ідея» на замовлення інтернет-порталу Гуртом.